# عبد الله حسين الجابر
عبد الله بن حسين محمد الجابر سياسي ودبلوماسي قطري، ولد في الدوحة بتاريخ 04-08-1958م هو السفير الحالي لدولة قطر لدى مملكة هولندا، أنهى دراسته في الولايات المتحدة والتحق بالعمل في وزارة الخارجية عام 1979م شغل عدة مناصب وتدرج في السلم الوظيفي وحصل على عدة ترقيات الا أن تحصّل على درجة سفير، فأصبح سفيرا لدولة قطر لدى عدد من الدول، الأمر الذي أكسبه خبرات متراكمة جعلت منه سياسي محنك فشارك في العديد من المؤتمرات والإجتماعات الدولية والأقليمية.

## المؤهلات العلمية
- بكالوريوس علوم سياسية من جامعة القاهرة في جمهورية مصر العربية عام 1979م.
- ماجستير علوم سياسية من جامعة ويسترن ميشيغان في الولايات المتحدة الأمريكية عام 1986م.[3]

## الخبرات العملية
- عمل بالإدارة السياسية خلال الفترة من 13-12-1979 إلى 8-7-1980م.
- عمل بسفارة دولة قطر/ نواكشوط خلال الفترة من 9-7-1980 إلى 28-12-1981م.
- عمل بإدارة المراسم خلال الفترة من 30-12-1981الى 30-4-1982م.
- عمل بإدارة الشؤون القنصلية خلال الفترة من 1-2-1986 إلى 22-10-1988م.
- عمل بسفارة دولة قطر في نيودلهي خلال الفترة من 23-10-1988 إلى 29-8-1992م.
- عمل بإدارة شؤون مجلس التعاون الخليجي خلال الفترة من 12-9-1992 إلى 10-9-1995م.
- انتدب للعمل بسفارة دولة قطر / مانيلا خلال الفترة من 12-9-1995 إلى 17-11-1995م.
- عمل بالوفد الدائم لدولة قطر في نيويورك خلال الفترة من 27-8-1996 إلى 24-8-1997م.
- عمل بالوفد الدائم لدولة قطر في جنيف خلال الفترة من 25-8-1997 إلى 23-8-2002م.
- عمل بإدارة الشؤون الأوربية والأمريكية خلال الفترة من 24-8-2002 إلى 13-3-2006م.
- مساعد مدير إدارة الشؤون الأوربية والأمريكية خلال الفترة من 14-3-2006 إلى 23-12-2008م.
- مدير مكتب وزير الدولة للتعاون الدولي خلال الفترة من 22-10-2009 إلى 21-9-2011م.
- عمل بمكتب وزير الدولة للشؤون الخارجية خلال الفترة من 22-9-2011 إلى 10-1--2012م.
- سفير دولة قطر لدى المجر خلال الفترة من 11-10-2012 إلى 2-1-2017م.[4]
- سفير دولة قطر لدى جنوب افريقيا خلال الفترة من 8-1-2017 إلى 24-11-2019.[5]
- سفير دولة قطر لدى مملكة هولندا اعتبارا من 25-11-2019 ولا يزال.[6]